# Herbie

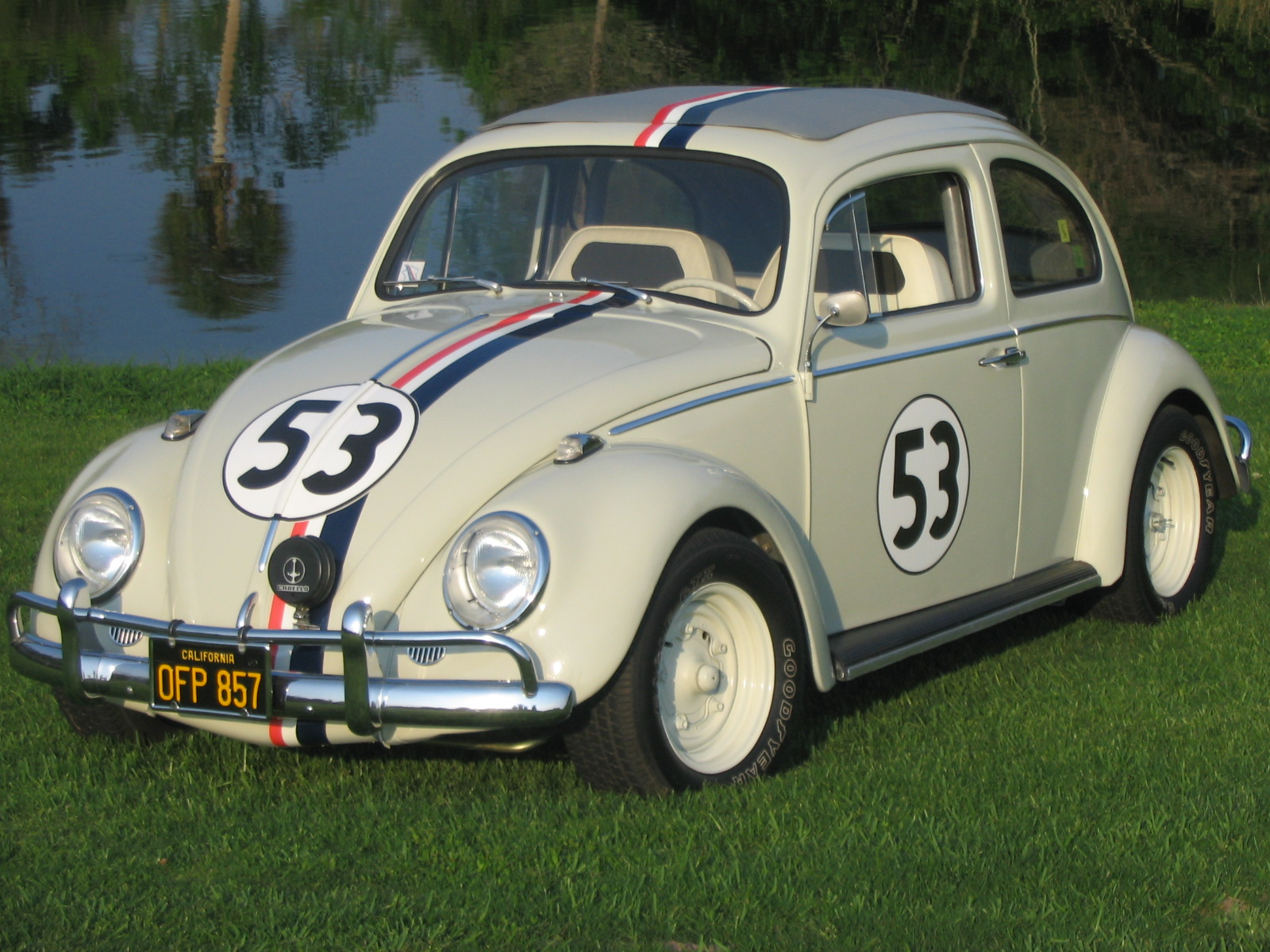
Nachbau mit dem charakteristischen Nummernschild

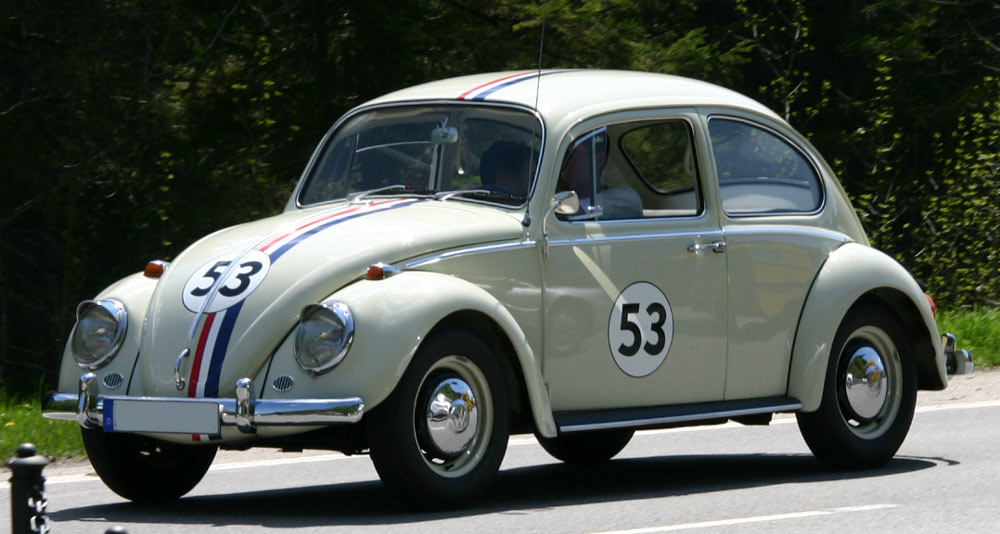
Jüngerer Herbie-Nachbau; die in den Filmen verwendeten „originalen“ Herbies hatten stets ein Faltdach beziehungsweise eine entsprechende Attrappe

Herbie Logo (aus Der tolle Käfer in der Rallye Monte Carlo)

Herbie ist der Name eines perlweißen VW Käfers mit Faltdach als „Hauptdarsteller“ einer Kinofilm-Reihe der Walt Disney Studios. Herbie ist kein gewöhnliches Auto, sondern eine „Persönlichkeit“ mit eigenem Willen und besonderen Fähigkeiten: Das Fahrzeug kann selbst fahren, bringt beachtliche Höchstgeschwindigkeiten auf die Straße, jagt seinen Kontrahenten mit einem Wheelie einen gehörigen Schrecken ein und lässt außerordentlich gerne Öl an unanständigen Menschen ab. Seine Art, mit wortwörtlich erdrückenden Situationen umzugehen, zeichnet sich durch seine Hilfsbereitschaft und Warmherzigkeit als Herbies Charakterstärke aus, wie Jim Douglas (Dean Jones) als Hauptdarsteller in der TV-Serie Herbie, the Love Bug erwähnt.
Charakteristisch ist die auf Fronthaube, Motorhaube und den Türen angebrachte Startnummer „53“ und der asymmetrisch auf der linken Autohälfte verlaufende rot-weiß-blaue (von vorn) Längsstreifen.

## Die Filmreihe
Wie man erst in der fünften Verfilmung von 1997 erfährt, wurde Herbie 1963 von dem deutschen Mechaniker Dr. Stumpfel gebaut, der den Wagen für die Amerikaner konstruierte. Seine übernatürlichen Kräfte erhielt er durch Zufall, als eine gerahmte Fotografie von Stumpfels Ehefrau in die noch flüssige Metalllegierung geriet. Eine Plakette in der Fronthaube erinnert an das Baujahr und den Konstrukteur. Im ersten und zweiten Film wird jedoch mehrmals behauptet, dass Herbie und andere Gegenstände wie etwa Straßenampeln durch einen natürlichen Entwicklungsprozess menschliche Züge annähmen. Daher ist die Erklärung im Fernsehfilm von 1997 widersprüchlich.
Der erste Film Ein toller Käfer (The Love Bug, wörtlich übersetzt „Der Liebeskäfer“) stammt aus dem Jahr 1968 und ist bis heute einer der erfolgreichsten Realfilme aus dem Hause Disney. Es folgten die Fortsetzungen Herbie groß in Fahrt (Herbie Rides Again, 1974), Der tolle Käfer in der Rallye Monte Carlo (Herbie Goes To Monte Carlo, 1976), Herbie dreht durch (Herbie Goes Bananas, 1980), eine Fernsehserie (fünf Teile) unter dem Titel Herbie, the Love Bug (1982) und ein Fernsehfilm unter dem Titel Ein toller Käfer kehrt zurück (The Love Bug, 1997). 2005 erschien nach 25 Jahren eine Fortsetzung für das Kino: Herbie Fully Loaded – Ein toller Käfer startet durch mit Lindsay Lohan, Matt Dillon und Michael Keaton in den Hauptrollen. Anlässlich dieses neuen Herbie-Films fand am 30. Juli 2005 auf der Straße des 17. Juni in Berlin die große Herbie-Parade statt, bei der ein neuer Rekord mit 3000 VW Käfern und New Beetles aufgestellt werden sollte. Daraus wurde jedoch nur ein neuer Europa-Rekord mit rund 1950 Fahrzeugen. Im Anschluss an die Parade wurde Herbie: Fully Loaded auf der Waldbühne unter Anwesenheit der Hauptdarsteller und des originalen Käfers „Herbie“ in der Bundesrepublik Deutschland uraufgeführt.
In Disneyland selbst hatte es schon zu früheren Anlässen sogenannte Herbie Days gegeben, so am 23. März 1969 zur Bewerbung des ersten Kinofilms und am 11. Juli 1974 zum Filmstart der Fortsetzung. Noch heute erinnert ein Imbisswagen im Disney-World Orlando in Herbie-Lackierung an die Erfolge von Herbie. Im Disneyland Paris wird bei einer Stunt-Show ein in der Mitte durchgeschnittener Herbie eingesetzt und ein weiterer Käfer im Herbielook als Dekoration in einem Souvenirladen ausgestellt.
Das Drehbuch für den ersten Herbie-Film basiert auf der Kurzgeschichte Car – Boy – Girl von Gordon Buford.
Herbie ist ein weißes (exakt: L87 Volkswagen Perlweiß) Volkswagen-Exportmodell, Baujahr 1963 mit Faltdach. Im Gegensatz zum gängigen Straßenmodell wurde das gesamte Interieur in grau gehalten, weil grau für die Filmaufnahmen, im Gegensatz zu weiß, weniger Probleme bereitete.
Auch Herbie wurde zunächst „gecastet“ und wäre beinahe gar kein Volkswagen geworden. Als Vorbereitung für den Film ließ der Produzent Bill Walsh verschiedene Fahrzeuge auf den Parkplatz stellen, um die Reaktionen der vorbeikommenden Mitarbeiter zu beobachten. Alle Wagen wurden kritisch beäugt, viele Leute traten gegen die Räder, und nur bei dem Volkswagen fingen einige Passanten an zu lächeln und streichelten den Wagen manchmal sogar. Danach war entschieden: Der „Beetle“ (Käfer) hat das Rennen gemacht.
Produktplatzierung war damals noch nicht üblich, und so bestand die einzige Beteiligung des Volkswagenwerkes darin, die Produktion mit der Lieferung der benötigten VW-Modelle zu unterstützen. Im ersten Film, Ein toller Käfer, fällt daher auf, dass sowohl das charakteristische VW-Emblem auf der Fronthaube fehlt und dass auch immer nur von einem „kleinen Auto“ gesprochen wird. Selbst in den Rennszenen wird der Wagen nur als Douglas Special (nach Jim Douglas, der Filmfigur des Herbie-Besitzers) bezeichnet.

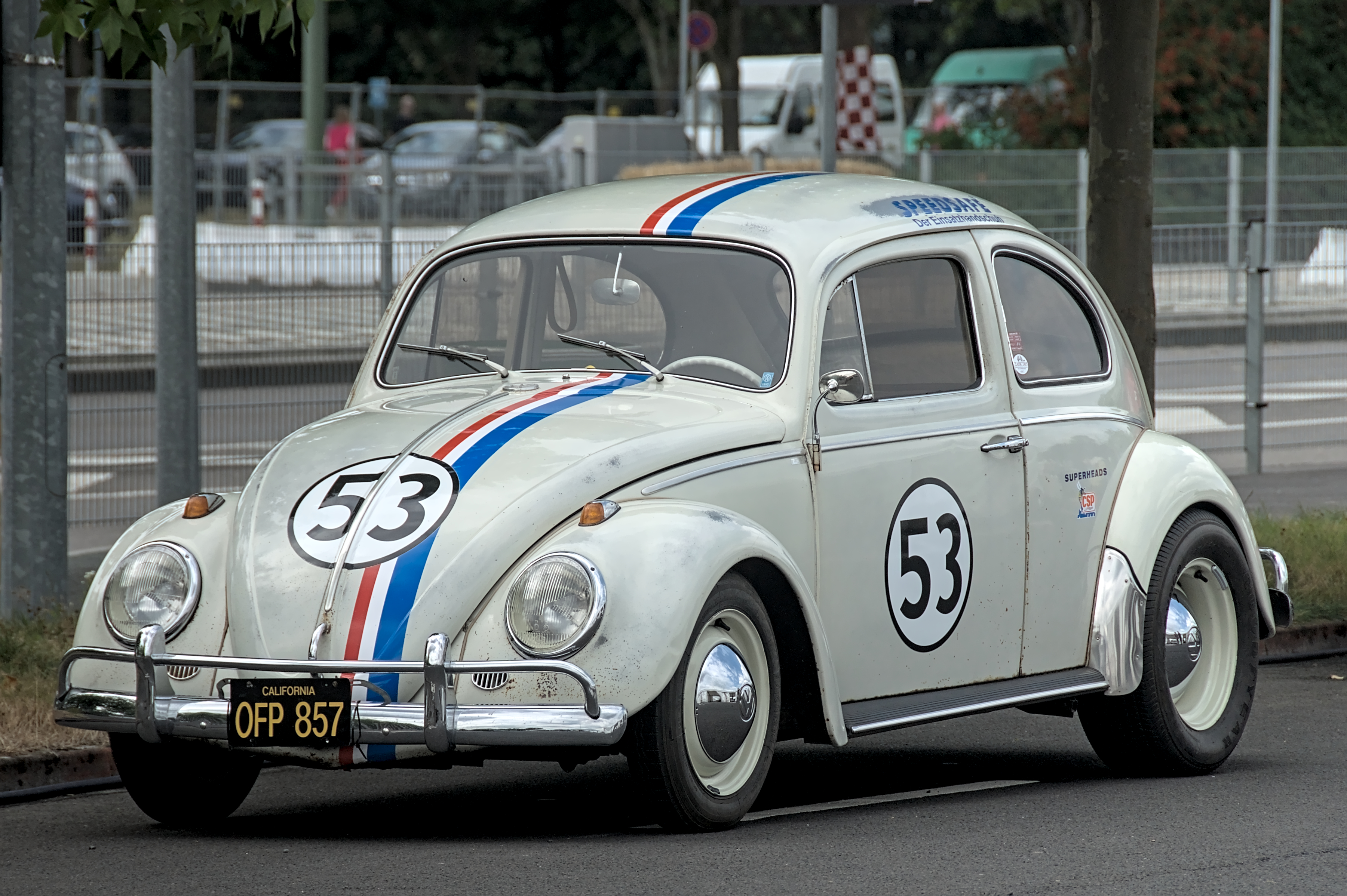
Ein Herbie-Nachbau bei den Classic Days 2022

## Die Startnummer
Die Startnummer 53 erhielt Herbie vom Produzenten der ersten beiden Kinofilme, Bill Walsh. Dieser gab an, dass er zur damaligen Zeit sehr häufig auf die Zahl 53 gestoßen sei und dass außerdem der von ihm favorisierte Baseballspieler Don Drysdale diese Nummer trug.
Laut der Internetpräsenz des 1961 tödlich verunglückten Graf Berghe von Trips ist die Nummer 53 eine Hommage an die Anfänge des Rennfahrers. Es ist belegt, dass Graf Berghe von Trips seine ersten Erfolge in einem hellen VW 1300 mit der Startnummer 53 im Jahr 1954 bei der Intern. Rheinlandrundfahrt des ADAC auf dem Nürburgring erlebte, bevor er auf die Fahrzeuge der Firma Porsche zurückgriff.
Alexander Rossi entschied sich bei seinem Formel-1-Debüt im September 2015 dazu, in Anlehnung an Herbie die #53 zu seiner persönlichen Startnummer zu wählen.

## Das Nummernschild
Herbies Nummernschild blieb in allen Filmen das gleiche: California OFP 857.
Zuerst scheint es keinen konkreten Bezug zu Herbie zu haben, allerdings verbirgt sich auch hier eine kleine Geheiminformation: Robert Stevenson, der Regisseur des ersten Herbiefilms Ein toller Käfer, begann im August 1957 erstmals mit Walt Disney an jenem Film zu arbeiten. Herbies Kennzeichen lautet also ausgeschrieben California Our First Production 8 – 1957.

## Sonstiges
Herbie diente als Vorbild für den „Hauptdarsteller“ einer deutschen Filmreihe über einen „intelligenten“ VW Käfer namens Dudu.
Vom New Beetle Cabrio gibt es auch Herbie-Versionen.

## Filmografie
- 1968: Ein toller Käfer (The Love Bug)
- 1974: Herbie groß in Fahrt (Herbie Rides Again)
- 1977: Der tolle Käfer in der Rallye Monte Carlo (Herbie Goes to Monte Carlo)
- 1980: Herbie dreht durch (Herbie Goes Bananas)
- 1982: Herbie, the Love Bug (TV-Serie mit fünf Folgen)
  - Herbie the Matchmaker
  - Herbie to the Rescue
  - My house and your house
  - Herbie, the best man
  - Calling Dr. Herbie
- 1997: Ein toller Käfer kehrt zurück (The Love Bug)
- 2005: Herbie Fully Loaded – Ein toller Käfer startet durch (Herbie: Fully Loaded)